# Inchino (Giappone)

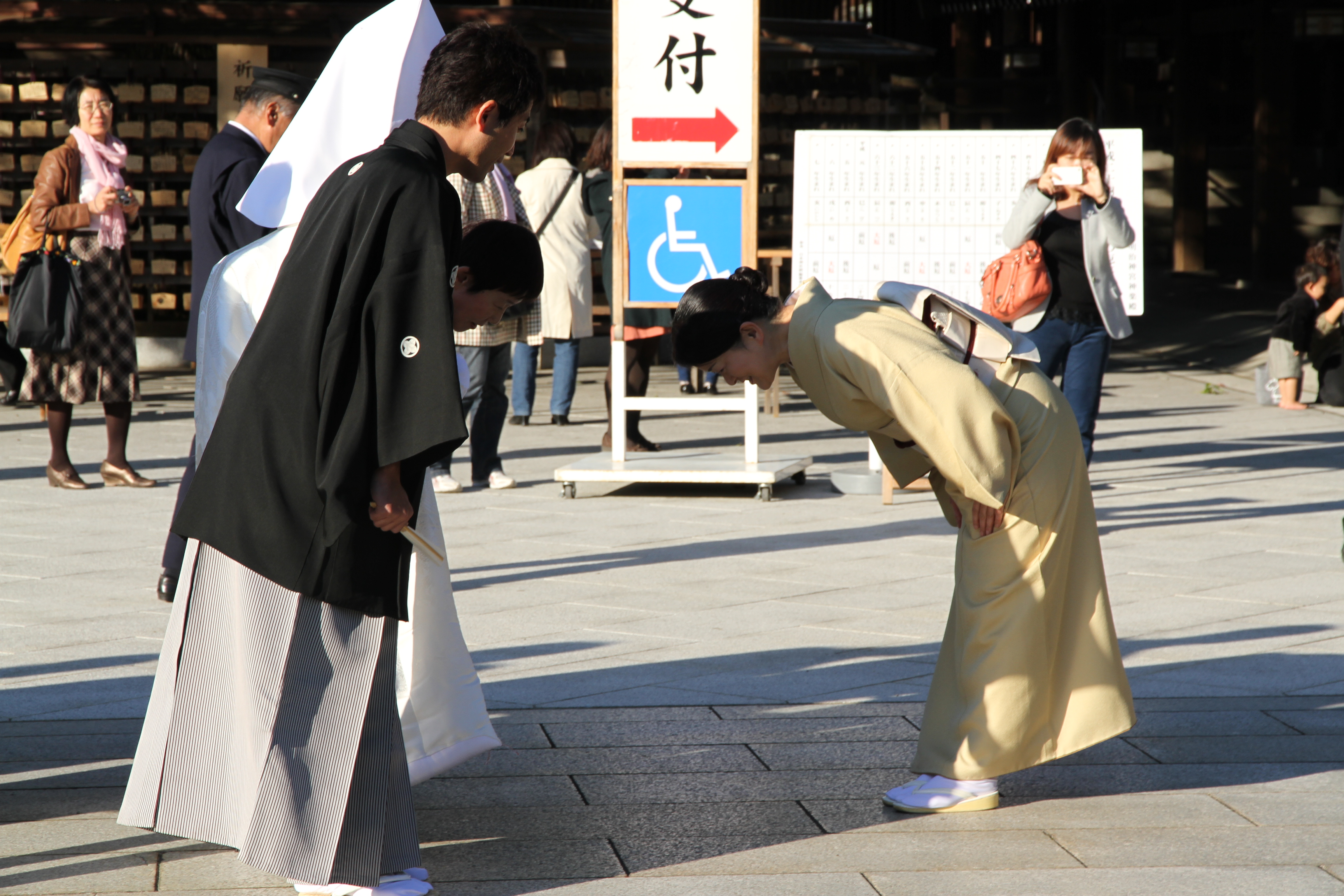
Persone che si inchinano in Giappone

In Giappone l'inchino (お辞儀?, Ojigi) è l'atto di abbassare la testa o la parte superiore del torso, comunemente usata come gesto di saluto, riverenza, scusa o gratitudine in diverse situazioni sociali o religiose.
Storicamente, l'ojigi era un gesto strettamente legato alla figura del samurai. L'ascesa della classe dei guerrieri nel periodo Kamakura (1185-1333) portò alla formazione di manuali molto dettagliati sull'etichetta dei guerrieri, che contenevano istruzioni sui modi corretti per i samurai di inchinarsi. La parola giapponese お辞儀(ojigi) deriva dall'omofono お時宜, che originariamente significava "il momento opportuno per fare qualcosa". Cominciò a denotare specificamente l'atto di inchinarsi in senso contemporaneo solo dal tardo periodo Edo (1603–1868), quando l'etichetta dell'inchino dei samurai si era diffusa alla popolazione comune. Al giorno d'oggi, le usanze più diffuse nella società giapponese sono le ojigi, basate sulle dottrine della scuola Ogasawara di etichetta guerriera, fondata circa 800 anni fa.

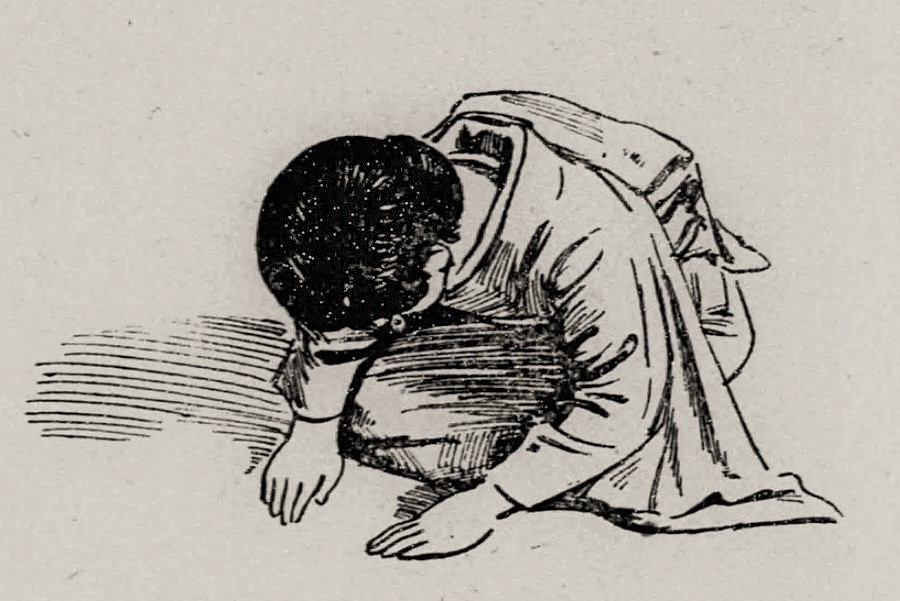
Zarei (inchino in ginocchio)

Nel Giappone moderno, l'inchino è una parte fondamentale dell'etichetta sociale, derivata e rappresentativa della cultura giapponese, simbolo di rispetto e caratteristica dei singoli ranghi sociali. Dai saluti quotidiani alle riunioni, ai funerali, l'ojigi è onnipresente nella società giapponese e l'inchinarsi correttamente ed elegantemente è ampiamente considerata una delle qualità distintive della maturità. Pertanto, la maggior parte dei giapponesi inizia a inchinarsi fin da bambini, ma anche molte aziende in Giappone impongono misure aggiuntive per formare i propri dipendenti su come inchinarsi durante le riunioni di lavoro.
In generale, semplificando, gli ojigi in Giappone possono essere suddivisi in due categorie: zarei (座礼), inchini in ginocchio e ritsurei (立礼), inchini stando in piedi. In entrambi i casi, è considerato essenziale piegare il corpo solo con la vita, mantenendo la schiena completamente dritta durante il gesto dell'inchino. Farlo in modo maldestro è spesso considerato un indice di scarso impegno, falsità e persino mancanza di rispetto. Diverse sottocategorie di ojigi variano principalmente nell'angolo di inclinazione del proprio corpo e nelle posizioni delle mani, che dipendono sia dallo status sociale della persona a cui ci si sta inchinando sia dal contesto del gesto.

## Storia
Nonostante il ristretto numero di documenti ufficiali sull'origine dell'etichetta dell'inchino in Giappone, è opinione diffusa che le sue radici risalgano alla diffusione del buddismo in Giappone dai regni dell'antica Cina tra il V e l'VIII secolo. Negli insegnamenti buddisti, l'inchino è un importante gesto di pietà e rispetto. I credenti si inchinano alle statue di Buddha in devozione e i discepoli si inchinano ai loro maestri con ammirazione. Si crede perciò che tale costume religioso sia il fondamento dell'ojigi in Giappone.
Nel periodo Kamakura (1185-1333), con l'ascesa del primo governo militare feudale, la classe dei guerrieri, o samurai, iniziò a svolgere un ruolo più importante nella storia giapponese. I principi e i concetti della classe guerriera iniziarono a plasmare gli standard culturali della società. Ojigi, come altre forme di etichetta dei samurai, divenne molto più disciplinato, sotto l'influenza del buddismo zen, e ampiamente praticato tra la classe dei guerrieri.